# Stefan Szpinger
Stefan Szpinger (ur. w 1893 w Toruniu, zm. 11 marca 1976 w Łodzi) – polski księgarz, wydawca i działacz społeczny. Syn Julii (z domu Filipowskiej) i Mieczysława.

## Biogram

### Dzieciństwo i młodość
Ojciec Stefana, Mieczysław Szpinger, był architektem projektującym niemieckie twierdze, w związku z czym rodzina kilkakrotnie zmieniała miejsce zamieszkania. Stefan Szpinger urodził się w Toruniu (zabór pruski) i uczęszczał do szkół niemieckich: do szkoły powszechnej w Magdeburgu, a do gimnazjum w Kłodzku, dzięki czemu nauczył się biegle języka niemieckiego. Po zakończeniu nauki, w roku 1909 wyjechał do Krakowa na praktykę w księgarni Gebethnera i Wolffa, a następnie w roku 1910 do Drukarni i Księgarni św. Wojciecha w Poznaniu. Po zakończeniu rocznej praktyki, pomimo korzystnej oferty dalszej pracy, wyjechał do Paryża, gdzie przebywał w latach 1911–1912. Po kilku tygodniach od przyjazdu znalazł pracę w antykwariacie międzynarodowym „F. Licht & Co.” Nawiązał kontakty ze środowiskiem polskim, między innymi Konstancją Dygat (której wnukiem był Stanisław Dygat) i rodziną Józefa Chełmońskiego. Otrzymywana pensja wystarczała mu na utrzymanie i korzystanie z atrakcji miasta. W roku 1912 porzucił pracę po wygraniu znacznej sumy pieniędzy (dwuletni zarobek w księgarni) w podparyskim kasynie w Enghien-les-Bains i zamierzał wyjechać z kolegami do Brazylii. Plany te nie powiodły się i Szpinger przyjął ofertę pracy w głównej siedzibie Gebethnera i Wolffa w Warszawie. Wkrótce został stamtąd przeniesiony do filii firmy w Łodzi, gdzie miał rozwinąć dział zagraniczny. 

### Lata 1914–1924
W roku 1914 wybuchła I wojna światowa i Szpinger jako obywatel niemiecki został internowany (dzięki czemu uniknął poboru do armii niemieckiej) i wywieziony w głąb Rosji, do guberni wiatskiej (obecnie obwód kirowski). Po roku dostał się do Moskwy, gdzie z kolegą, Benonem Perzyńskim, uruchomił księgarnię polską. Po wybuchu rewolucji październikowej przyłączył się do bolszewików i jako członek Rosyjskiej Partii Komunistycznej (bolszewików) brał udział w walkach, pełniąc funkcję komisarza wojennego w oddziale 1 Armii Konnej. 
Po wyjściu z wojska kierował spółdzielczością w Republice Niemieckiej ZSRR, a następnie pracował w ministerstwie handlu zagranicznego (Wniesztorgu) w Moskwie, zajmując się importem cukru. W roku 1924 wyjechał służbowo do Amsterdamu, a wracając do Moskwy, wraz z żoną i synem odwiedził rodzinę w Polsce. Przy okazji wyrobił sobie nowe dokumenty, gdyż dotąd legitymował się starym paszportem niemieckim z roku 1912. Stał się w ten sposób obywatelem polskim i nie uzyskał zgody władz polskich na wyjazd do Związku Sowieckiego.

### Lata 1924–1939
W Polsce znalazł zatrudnienie jako kierownik lwowskiej filii spółki księgarskiej przy Towarzystwie Szkoły Ludowej, gdzie pracował przez 15 lat. W tym okresie działał w Związku Księgarzy Polskich (w latach 1930–1938 był sekretarzem małopolsko-wołyńskiego koła związku). W lipcu 1939 roku przeniósł się do Poznania, ponownie do Drukarni i Księgarni św. Wojciecha, jako zastępca i planowany następca jednego z dyrektorów, Stefana Gąsiorowskiego.

### Lata 1939–1944
Po rozpoczęciu II wojny światowej i zdobyciu Poznania w roku 1939 Niemcy przejęli polskie księgarnie w zarząd powierniczy i rozpoczęli masową akcję niszczenia ich zasobów. Szpingerowi udało się przekonać powiernika Drukarni i Księgarni św. Wojciecha, że sprzedaż posiadanych przez nią książek w Warszawie (znajdującej się wówczas w granicach Generalnego Gubernatorstwa) może dać milionowe zyski. Z powodu słabego nadzoru niemieckiego, Szpingerowi i współpracownikom udało się ocalić w ten sposób ogromne, cenne zasoby księgarni – około 300–400 ton książek (duże ilości zapasów księgarni zostały jednak zniszczone). 
W styczniu 1940 roku Szpinger wraz z rodziną został wysiedlony z Poznania i zamieszkał w Krakowie, a następnie w Lublinie i Warszawie.
Ze Szpingerem skontaktował się w tym czasie Rudolf Wegner, którego poznańskie Wydawnictwo Polskie zostało także zajęte przez Niemców, a książki przeznaczone na przemiał. Pomimo wielkich trudności i ryzyka, Szpinger zdołał zorganizować kolejną operację wywozu książek do Warszawy. Był to także bardzo duży transport, około 300 ton książek i papieru. Swą bezinteresowną pomocą zdobył uznanie i przyjaźń Wegnera, który mianował go kierownikiem wydawnictwa i udzielił pełnomocnictwa do prowadzenia wszelkich spraw. 13 lipca 1941 roku Rudolf Wegner zmarł na zawał serca. Wydawnictwo przejęły żona Wanda i córka Irena Rybotycka, a kierował nim nadal Szpinger, który między innymi zakończył rozmowy z Marią Rodziewiczówną, uzyskując dla Wydawnictwa Polskiego wyłączność na wydawanie jej dzieł.
W trakcie powstania warszawskiego książki z magazynów wydawnictwa Wegnera uległy całkowitemu zniszczeniu. Szpinger czas powstania spędził w Warszawie jako cywil. Po jego upadku rodzina Szpingerów została aresztowana i wywieziona do Sędziszowa, skąd transport uchodźców został przygarnięty przez gospodarzy z okolicznych wsi. Stamtąd Szpingerowie ponownie przenieśli się do Krakowa. 
Szpinger podjął wkrótce próbę ratowania książek Wydawnictwa Polskiego. Uzyskał odpowiednie zezwolenia i pojechał do Warszawy; na miejscu okazało się jednak, że magazyny wydawnictwa Wegnera uległy całkowitemu zniszczeniu. Misja nie była jednak całkiem nieudana. Wraz z towarzyszącym mu Zygmuntem Wdowiszewskim wywieźli do Milanówka część cennego księgozbioru Biblioteki Przeździeckich z ulicy Foksal.

### Po roku 1945
Po zakończeniu wojny Szpinger zamieszkał w Łodzi i zajmował się w dalszym ciągu głównie księgarstwem. Założył Wydawnictwo „Żagiel”  Stefan  Szpinger i Ska, działające w latach 1945–1950. Następnie pracował jako kierownik działu importu Domu Książki, a w roku 1952 objął kierownictwo Księgarni Muzycznej i pozostał na tym stanowisku do przejścia na emeryturę w roku 1963.
Od roku 1949 był członkiem Stronnictwa Demokratycznego, a od roku 1967 – PZPR. Był radnym łódzkiej rady narodowej i działaczem ZBOWiD-u.
Został pochowany na cmentarzu komunalnym Doły w Łodzi (kwatera: IX, rząd: 30, grób: 13).

## Rodzina
W roku 1921 ożenił się z rosyjską pianistką Eugenią Karpow. Miał z nią trzech synów. Najstarszy, urodzony w 1922 roku, zmarł w wieku 17 lat. Dwaj pozostali urodzili się w czasie wojny.

## Twórczość
- Z Pierwszą Konną. Łódź: Wydawnictwo Łódzkie, 1967, 1971. Brak numerów stron w książce
- Na szerokiej drodze. Łódź: Wydawnictwo Łódzkie, 1974. Brak numerów stron w książce

## Odznaczenia
Odznaczenia państwowe:
- Rosja sowiecka: Order Czerwonego Sztandaru (za walki w 1 Armii Konnej)
- PRL: Krzyż Kawalerski Orderu Odrodzenia Polski